# آدم الهلالي
آدم بن عيينة بن أبي عمران الهلالي الكوفي هو شيعي كوفي من رواة الحديث عند الشيعة حيث أنّه من الرواة عن جعفر بن محمد الصادق.

### كتب
- أعيان الشيعة. محسن الأمين، طبع بيروت - لبنان، تاريخ الطبع مفقود، منشورات دار التعارف.

### إشارات مرجعية
1. ↑  
الأمين، محسن. أعيان الشيعة - ج2. ص. 86. مؤرشف من الأصل في 2019-12-07.